# Донабэ
Донабэ (яп. 土鍋, глиняный горшок) — горшок из особого сорта глины для использования на открытом огне в японской кухне. Зачастую с его помощью готовят пищу прямо на столе на газовой горелке. Из него пищу выкладывают в особые тарелки набэмоно (например, сябу-сябу).

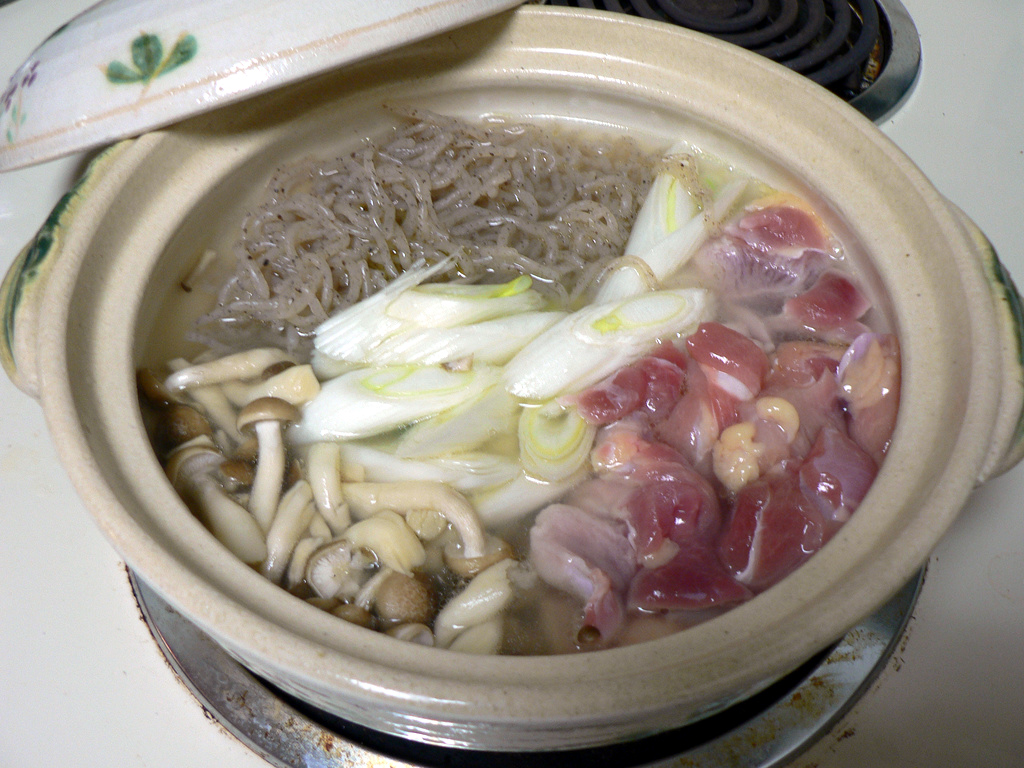
Пища в горшке донабэ

С внутренней стороны донабэ, как правило, глазируют, а внешнюю часть оставляют пористой. Материал очень похож на керамику или керамогранит (хотя обычные изделия из глины и керамики не предназначены для использования на открытом огне). Донабэ может быть использован в печи, но только в том случае, если приняты следующие меры предосторожности:
1. Наружная поверхность горшка должна быть высушена перед использованием, так как влага, находящаяся в глине, при нагревании будет расширяться. От этого горшок может расколоться.
2. Донабэ нужно нагревать постепенно для уменьшения вероятности раскола от теплового напряжения.
3. Пустой горшок нельзя помещать в открытое пламя.

При соблюдении этих правил горшок служит десятилетия, а некоторые экземпляры используются на протяжении веков. В новом донабэ нельзя сразу готовить пищу. Сначала в него наливают воду и кипятят на протяжении нескольких часов. После этого его тщательно вытирают, и только теперь в нём можно готовить пищу. По другим источникам, горшок надо просто залить водой и оставить на ночь. Если донабэ не использовался длительное время, процедуру следует повторить.
В традиционных ресторанах (рётэй) Киото наиболее старые донабэ используются для приготовления пищи только для почётных гостей. Для приготовление повседневных блюд используются более новые донабэ и те из них, которые прослужат несколько десятилетий, переходят в разряд «почётных».

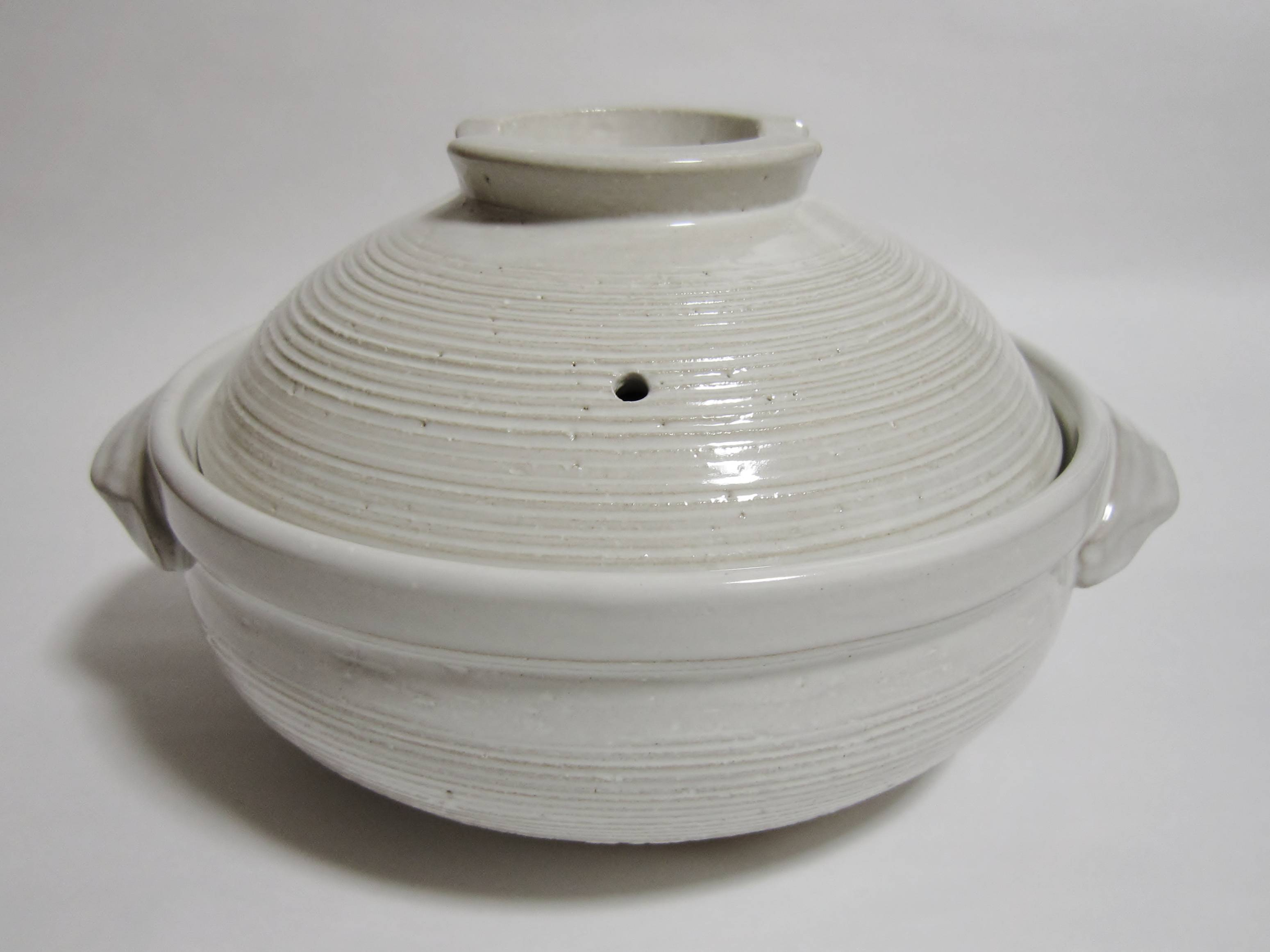
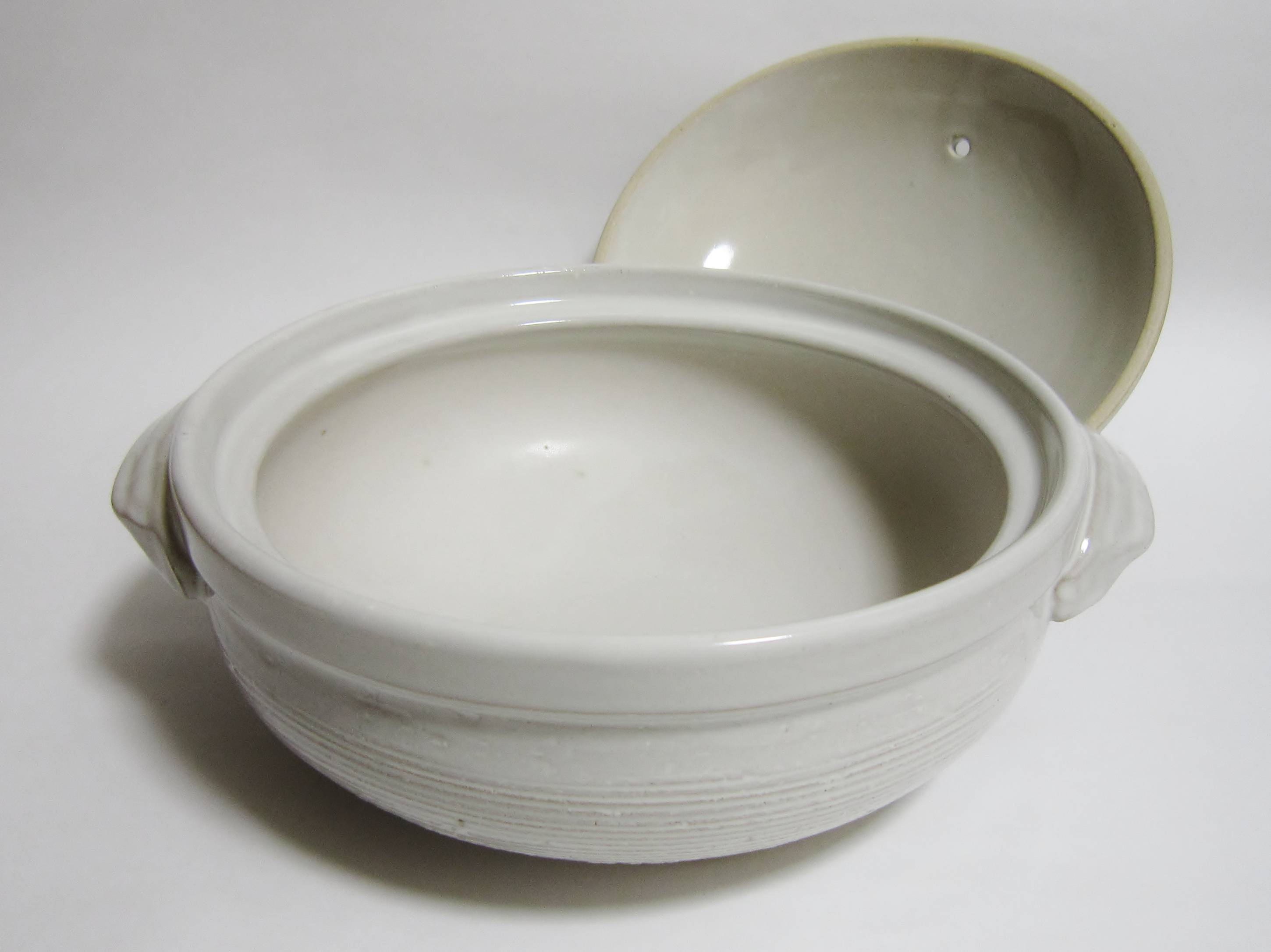